# Keepin' Out of Mischief Now
Keepin' Out of Mischief Now är en jazzlåt skriven 1932 av Thomas "Fats" Waller (musik) och Andy Razaf (text). Förutom av Waller har den spelats in av bland andra Louis Armstrong, Tommy Dorsey, Vic Dickenson, Dinah Washington, Barbra Streisand, Dave Brubeck och Taj Mahal.